# Jacques Le Noël du Perron
Pour l’article homonyme, voir Perron.
Jacques Le Noël du Perron (né vers 1590 à Saint-Lô et mort à Évreux le 14 février 1649) est un ecclésiastique qui fut  évêque d'Angoulême de 1636 à 1646 puis évêque d'Évreux de 1646 à 1649.

## Biographie
Jacques Le Noël est issu d'une famille originaire de Basse-Normandie. Il est le fils de Robert Le Noël, seigneur de Groucy et de Marie Davy, sœur du cardinal Jacques Davy du Perron, ancien évêque d'Évreux dont il ajoute une partie du patronyme au sien afin de favoriser sa carrière ecclésiastique qui bénéficie déjà de la protection du cardinal de Richelieu qui appréciait son oncle.
En 1618 après la mort de ce dernier, il reçoit en commende l'abbaye de Saint-Taurin d'Évreux. En 1622 il est pourvu de l'abbaye de Lyre et du prieuré d'Acquigny. Il est grand aumônier d'Henriette Marie de France, sœur du roi Louis XIII, qu’il accompagne en Angleterre lors de son mariage avec le roi Charles Ier. 
En 1636 il est désigné comme évêque d'Angoulême et consacré l'année suivante par Charles de Montchal, archevêque de Toulouse. Il reste cependant très attaché à ses bénéfices en Normandie et en 1642 il fait venir  des moines de la congrégation de Saint-Maur afin de réformer ses abbayes normandes avec l'accord de l'évêque d'Évreux François de Péricard. En 1645 il est le député de la province ecclésiastique de Bordeaux à l'Assemblée du clergé. Après la mort de François de Péricard  en juillet 1646, il conclut un accord avec sa famille et obtient d'être transféré d'Angoulême à l'évêché d'Évreux afin de lui succéder sur le siège épiscopal. En contrepartie, il laisse son évêché d'Angoulême à François de Péricard, neveu et homonyme de l'évêque défunt .
Il ne prend possession en personne de son nouveau diocèse que le 16 octobre 1648. En janvier 1649, Évreux et ses environs sont le théâtre de troubles qui opposent les troupes du frondeur Henri II d'Orléans-Longueville et celles d'Henri de Lorraine-Harcourt, fidèle à la régente. L'évêque tente de s'enfuir de la cité mais les bourgeois de la ville et le duc de Longueville le contraignent à revenir dans son palais épiscopal. Le dépit, le froid et l'annonce de l'exécution du roi Charles d'Angleterre le 30 janvier lui « glace le sang et le prive de la vie »  dès le 14 février 1649. Il est inhumé dans la cathédrale. Son cœur est déposé dans l'église Saint-Louis-des-Jésuites à Paris où il rejoint celui de son oncle.